# Лущкевич, Владислав

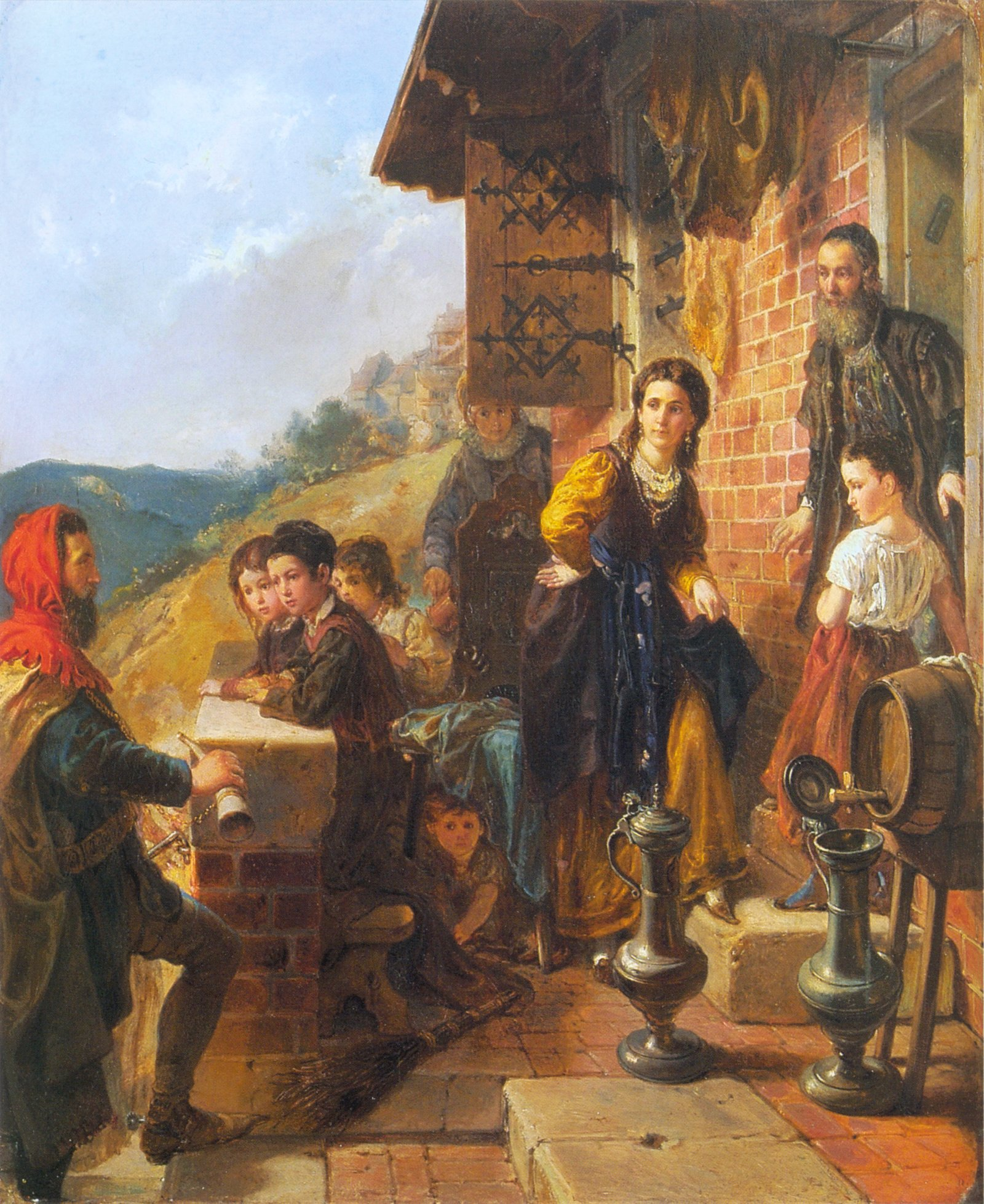
Казимир Великий у Эстерки

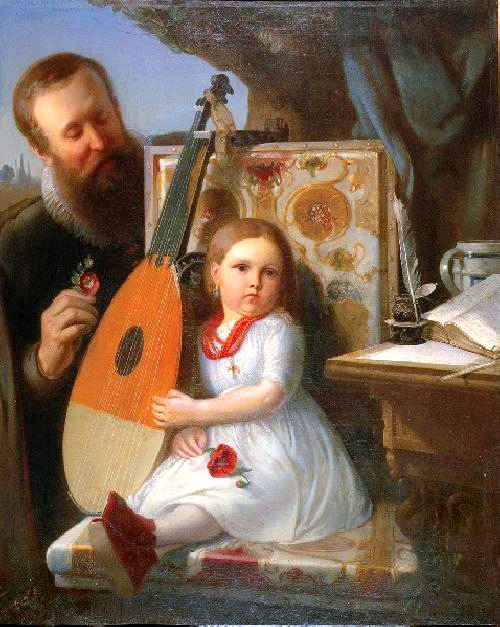
Ян Кохановский и Урсула

Влади́слав Лущке́вич (пол. Władysław Łuszczkiewicz; 3 сентября 1828, Краков — 23 мая 1900, Краков) — польский художник, теоретик и историк искусств, преподаватель.

## Биография
Владислав Лущкевич родился в семье Лущкевичей Михаила и Эмилии (урождённой Крыжановской). С 1838 по 1843 год он учится в гимназии Святой Анны, с 1843 по 1845 год изучает историю и философию в Ягеллонском университете. Одновременно (до 1847 года) посещает занятия по рисунку и живописи в краковской Академии изящных искусств в классе Войцеха Статлера. Получив учебную стипендию регионального правительства Галиции, художник едет в Париж, где в 1848—1850 годах обучается в Школе изящных искусств.
После возвращения в Краков в 1850 году В. Лущкевич работает как художник, преподаватель и реставратор исторических построек Кракова. За 40 лет преподавательской деятельности Лущкевич был учителем для нескольких поколений польских художников, в том числе Яна Матейко, Александра Августиновича, Артура Гротгера, Анджея Грабовского, Александра Котсиса, Яцека Мальчевского, Винсента Водзиновского, Станислава Выспяньского, Юзефа Мехоффера, Кароля Политынского, Пётр Стахевич, Кароля Машковского (Зиндрама), Войцеха Вейса, Станислава Дембицкого, Вацлава Конюшко, Юзефа Менцина-Кжеша, Антони Козакевича, Владислава Похвальского, Валери Элиаш-Радзиковского, С. Грохольского и многих других.
В 1854 году художник вступает в Товарищество друзей изящных искусств, а с 1873 года — член его правления. В 1880-1890-е годы был организатором многочисленных выставок по искусству и истории в регионе Краков-Львов.
Как художник, В. Лущкевич предпочитал историческую и религиозную тематику и считается предтечей историзма в польской живописи.